# Волосозубець циліндричний
Волосозубець циліндричний (Trichodon cylindricus) — вид мохів порядку дикранальних (Dicranales).

## Поширення
Батьківщиною є Європа, Північна Америка, Азія, Нова Зеландія.

## Характеристика
Пазушні волоски на стеблах по 2 на пазусі листа. Листки 1–3 мм, гострі, основи яйцеподібні; краї рівні, зубчасті. Спеціалізоване нестатеве розмноження іноді представлене у вигляді жовтувато-коричневих, гладких, округлих або неправильної форми бульб, розташованих на ризоїдах, 65–100 мкм у найдовшому розмірі. Коробочкові ніжки від помаранчевого до червоного, прямовисні, прямі, 0.3–2.7 см, закручені, коли висохнуть. Коробочка злегка дугоподібна або іноді пряма, (0.5)1–2(2.5) × 0.2–0.5 мм.